# Peucedanum praeruptorum
Peucedanum praeruptorum är en flockblommig växtart som beskrevs av Stephen Troyte Dunn. Peucedanum praeruptorum ingår i släktet siljor, och familjen flockblommiga växter. Inga underarter finns listade i Catalogue of Life.